# Совкоподібні
Совкоподібні (Noctuoidea) — найбільша надродина ряду лускокрилих за кількістю видів, яких понад 70 000. Її класифікація ще не досягла стабільного стану.
Надродина відрізняється характерною ознакою — основа середньої медіальної жилки (M2) на передніх крилах сильно наближена до основи задньої медіальної (M3), зачіпка добре розвинена, у спокої крила складаються кровлеподібно.

## Класифікація
Класифікація дана відповідно до проекту Віківиди.
- Родина Oenosandridae Miller, 1991
- Родина Doidae Donahue & Brown, 1987
- Родина Зубницеві (Notodontidae) Stephens, 1829
  - Підродина Thaumetopoeinae Aurivillius, 1889
  - Підродина Pygaerinae Duponchel, 1845
  - Підродина Platychasmatinae Nakamura, 1956
  - Підродина Notodontinae Stephens, 1829
    - Триба Notodontini Stephens, 1829
    - Триба Dicranurini Duponchel, 1845

  - Підродина Phalerinae Butler, 1886
  - Підродина Dudusinae Matsumura, 1925
    - Триба Dudusini Matsumura, 1925
    - Триба Scranciini Miller, 1991

  - Підродина Hemiceratinae Guenée, 1852
  - Підродина Heterocampinae Neumogen & Dyar, 1894
  - Підродина Nystaleinae Forbes, 1948
  - Підродина Dioptinae Walker, 1862
- Родина Micronoctuidae Fibiger, 2005
  - Підродина Micronoctuinae Fibiger, 2005
  - Підродина Pollexinae Fibiger, 2007
  - Підродина Belluliinae Fibiger, 2008
    - Триба Belluliini Fibiger, 2008
    - Триба Medialini Fibiger, 2008

  - Підродина Magninae Fibiger, 2008
    - Триба Magnini Fibiger, 2008
    - Триба Faeculini Fibiger, 2008

  - Підродина Parachrostiinae Fibiger, 2008
    - Триба Duplexini Fibiger, 2008
    - Триба Parachrostiini Fibiger, 2008
- Родина Совки (Noctuidae) Latreille, 1809
  - Підродина Rivulinae Grote, 1895
  - Підродина Boletobiinae Grote, 1895
  - Підродина Hypenodinae Forbes, 1954
  - Підродина Araeopteroninae Fibiger, 2005
  - Підродина Eublemminae Forbes, 1954
    - Триба Eublemmini Forbes, 1954
    - Триба Pangraptini Grote, 1882

  - Підродина Herminiinae Leach, 1815
  - Підродина Scolecocampinae Grote, 1883
  - Підродина Hypeninae Herrich-Schäffer, 1851
  - Підродина Phytometrinae Hampson, 1913
  - Підродина Aventiinae Tutt, 1896
  - Підродина Erebinae Leach, 1815
  - Підродина Calpinae Boisduval, 1840
    - Триба Anomini Grote, 1882
    - Триба Calpini Boisduval, 1840
    - Триба Phyllodini Guenée, 1852

  - Підродина Catocalinae Boisduval, 1828
    - Триба Toxocampini Guenée, 1852
    - Триба Acantholipini Fibiger & Lafontaine, 2005
    - Триба Arytrurini Fibiger & Lafontaine, 2005
    - Триба Melipotini Grote, 1895
    - Триба Euclidiini Guenée, 1852
    - Триба Panopodini Forbes, 1954
    - Триба Ophiusini Guenée, 1837 (= Omopterini Boisduval, 1833, suppressed older syn.)
    - Триба Catocalini Boisduval, 1828
    - Триба Anobini Holloway, 2005 (= Anobini Wiltshire, 1990, nomen nudum)
    - Триба Sypnini Holloway, 2005
    - Триба Hypopyrini Guenée, 1852
    - Триба Tinolini Moore, 1885
    - Триба Hulodini Guenée, 1852 (= Speiredoniinae Swinhoe, 1900)
    - Триба Ommatophorini Guenée, 1852
    - Триба Pericymini Wiltshire; 1976
    - Триба Pandesmini Wiltshire, 1990, nomen nudum
    - Триба Catephiini Guenée, 1852
    - Триба Ercheini Berio, 1992

  - Підродина Cocytiinae Boisduval, 1874
  - Підродина Stictopterinae Hampson, 1894
  - Підродина Euteliinae Grote, 1882
  - (Підродина Nolinae) Bruand, 1846, stat rev.
    - Триба Nolini Bruand, 1846, stat rev.
    - Триба Chloephorini Stainton, 1859, stat rev.
    - Триба Westermanniini Hampson, 1918, stat rev.
    - Триба Eariadini Hampson, 1912, stat rev.
    - Триба Blenini Mell, 1943, stat rev.
    - Триба Risobini Mell, 1943, stat rev.
    - Триба Collomenini Kitching & Rawlins, 1998, stat rev.
    - Триба Afridini Kitching & Rawlins, 1998, stat rev.
    - Триба Eligmini Mell, 1943, stat rev.

  - Підродина Aganainae Boisduval, 1833
  - (Підродина Arctiinae Leach, 1815), stat. nov. 
    - Триба Lithosiini Billberg, 1820, stat. rev.
    - Триба Syntomini Herrich-Schäffer, 1846, stat. rev.
    - Триба Arctiini Leach, 1815, stat. rev.

  - (Підродина Lymantriinae) Hampson, 1893, stat. nov. 
    - Триба Lymantriini Hampson, 1893, stat. rev.
    - Триба Orgyiini Wallengren, 1861, stat. rev.
    - Триба Arctornithini Holloway, 1999, stat. rev.
    - Триба Leucomini Grote, 1895, stat. rev.
    - Триба Nygmiini Holloway, 1999, stat. rev.

  - Підродина Strepsimaninae Meyrick, 1930, stat rev.
  - Підродина Plusiinae Boisduval, 1828
    - Триба Abrostolini Eichlin & Cunningham, 1978
    - Триба Argyrogrammatini Eichlin & Cunningham, 1978
    - Триба Plusiini Boisduval, 1828

  - Підродина Eustrotiinae Grote, 1882
  - Підродина Bagisarinae Crumb, 1956
    - Триба Bagisarini Crumb, 1956
    - Триба Cydosiini Kitching & Rawlins, 1998

  - Підродина Acontiinae Guenée, 1841
    - Триба Hypercalymniini Fibiger & Lafontaine, 2005
    - Триба Acontiini Guenée, 1841
    - Триба Armadini Wiltshire, 1961
    - Триба Aediini Beck, 1960

  - Підродина Pantheinae Smith, 1898
  - Підродина Diphtherinae Fibiger & Lafontaine, 2005
  - Підродина Dilobinae Aurivillius, 1889
  - Підродина Raphiinae Beck, 1996
  - Підродина Balsinae Grote, 1896, stat. rev.
  - Підродина Acronictinae Heinemann, 1859
  - Підродина Metoponiinae Herrich-Schäffer, 1851
  - Підродина Sinocharinae Speidel, Fänger & Naumann, 1996
  - Підродина Lophonyctinae Speidel, Fänger & Naumann, 1996
  - Підродина Agaristinae Herrich-Schäffer, 1858
  - Підродина Eucocytiinae Hampson, 1918
  - Підродина Cuculliinae Herrich-Schäffer, 1850
  - Підродина Oncocnemidinae Forbes & Franclemont, 1954
  - Підродина Amphipyrinae Guenée, 1837
  - Підродина Psaphidinae Grote, 1896
    - Триба Psaphidini Grote, 1896
    - Триба Feraliini Poole, 1995
    - Триба Nocloini Poole, 1995
    - Триба Triocnemidini Poole, 1995

  - Підродина Stiriinae Grote, 1882
    - Триба Stiriini Grote, 1882
    - Триба Grotellini Poole, 1995
    - Триба Azenini Poole, 1995

  - Підродина Heliothinae Boisduval, 1828
  - Підродина Condicinae Poole, 1995
    - Триба Condicini Poole, 1995
    - Триба Leuconyctini Poole, 1995

  - Підродина Eriopinae Herrich-Schäffer, 1851
  - Підродина Bryophilinae Guenée, 1852
  - Підродина Xyleninae Guenée, 1837
    - Триба Pseudeustrotiini Beck, 1996
    - Триба Phosphilini Poole, 1995, stat. rev.
    - Триба Prodenilni Forbes, 1954
    - Триба Eiaphriini Beck, 1996
    - Триба Caradrinini Boisduval, 1840
    - Триба Dypterygiini Forbes, 1954
    - Триба Actinotiini Beck, 1996
    - Триба Phlogophorini Hampson, 1918
    - Триба Apameini Guenée, 1841 (= Nonagriini Guenée, 1837)
    - Триба Arzamini Grote, 1883
    - Триба Episemini Guenée, 1852
    - Триба Xylenini Guenée, 1837

  - Підродина Hadeninae Guenée, 1837
    - Триба Orthosiini Guenée, 1837
    - Триба Tholerini Beck, 1996
    - Триба Hadenini Guenée, 1837
    - Триба Leucaniini Guenée, 1837
    - Триба Eriopygini Fibiger & Lafontaine, 2005
    - Триба Glottulini Guenée, 1852

  - Підродина Noctuinae Latreille, 1809
    - Триба Agrotini Rambur, 1848
    - Триба Noctuini Latreille, 1809